# 2024年夏季奥林匹克运动会跳水女子双人10米跳台比赛
2024年夏季奥林匹克运动会跳水女子双人10米跳台比赛是第33届奥运会的一个比赛小项，于2024年7月31日在巴黎水上運動中心举行。这将是该项目自2000年以来在夏季奥运会的第7次亮相。
上届奥运会该项目冠军，来自中国的陳芋汐将和巴黎奥运周期新搭档上屆女子單人10米跳台冠軍全紅嬋搭档，他们在这个奥运周期中囊括几乎所有女子双人十米台冠军，最终她们在本场比赛中顺利拿到了奥运金牌，这是陈芋汐在该项目的第二块金牌和个人第三枚奥运奖牌、全红婵的第二枚奥运金牌，也是中国代表团在奥运会跳水项目上的第50块金牌，中国代表团也实现了在该项目的7连冠。朝鲜组合金美萊/赵真美获得银牌，这是朝鲜代表团在奥运会跳水比赛中获得的历史第一枚奖牌；英国组合安德烈娅·斯彭多利尼-西里埃/洛伊丝·图尔森获得铜牌，这是英国代表团在这一小项上获得的第一枚奖牌。
颁奖嘉宾为国际奥委会委员、羽毛球奥运冠军李玲蔚和世界水上运动委员会委员西里猜·迪斯塔古。

## 日程
所有时间以欧洲中部夏令时间 (UTC+2) 为准
| 日期    | 时间  | 轮次 |
| ------- | ----- | ---- |
| 7月31日 | 11:00 | 决赛 |

## 资格来源
2023年世界游泳锦标赛前3名的队伍代表其国家奥委会获得了首批参赛名额。法国作为东道主，保证获得1个席位。接下来的4个名额在2024年世界游泳锦标赛上确定。

## 比赛结果
| 排名 | 运动员                                     | 代表团 | 分数  | 分数  | 分数  | 分数  | 分数  | 分数   | 分数 |
| 排名 | 运动员                                     | 代表团 | 第1轮 | 第2轮 | 第3轮 | 第4轮 | 第5轮 | 总分   |      |
| ---- | ------------------------------------------ | ------ | ----- | ----- | ----- | ----- | ----- | ------ | ---- |
| 金牌 | 陈芋汐 全红婵                              | 中国   | 56.40 | 54.60 | 80.10 | 85.44 | 82.56 | 359.10 |      |
| 銀牌 | 金美萊 赵真美                              | 朝鲜   | 46.80 | 46.20 | 69.30 | 75.84 | 77.76 | 315.90 |      |
| 銅牌 | 安德烈娅·斯彭多利尼-西里埃 洛伊丝·图尔森   | 英国   | 48.60 | 48.60 | 60.30 | 69.12 | 77.76 | 304.38 |      |
| 4    | 凯莉·麦凯 凱特·米勒                        | 加拿大 | 49.20 | 44.40 | 69.30 | 68.16 | 68.16 | 299.22 |      |
| 5    | 加芙列拉·阿贡德斯 亞歷杭德拉·奧羅斯科·羅薩 | 墨西哥 | 47.40 | 47.40 | 67.50 | 62.40 | 72.96 | 297.66 |      |
| 6    | 潔西卡·帕拉托 德萊尼·施內爾                | 美国   | 46.20 | 43.80 | 61.20 | 70.08 | 66.24 | 287.52 |      |
| 7    | 克謝尼婭·巴伊洛 索菲婭·利斯昆              | 乌克兰 | 48.00 | 48.00 | 59.64 | 68.16 | 61.20 | 285.00 |      |
| 8    | 雅德·吉莱 埃米莉·哈利法克斯                | 法国   | 47.40 | 45.00 | 53.76 | 37.80 | 50.88 | 234.84 |      |